# Авъл Манлий Торкват Атик
Вижте пояснителната страница за други личности с името Авъл Манлий Торкват.
Авъл Манлий Торкват Атик (на латински: Aulus Manlius Torquatus Atticus) e политик на Римската република през 3 век пр.н.е.

## Биография
Произлиза от фамилията Манлии. Син е на Тит Манлий Торкват (консул 299 пр.н.е.) и брат на Тит Манлий Торкват (консул 235 и 224 пр.н.е.).
През 247 пр.н.е. той е цензор заедно с Авъл Атилий Калатин. През 244 пр.н.е. Манлий е избран за консул заедно с Гай Семпроний Блез. Те воюват против картагенците на командир Хамилкар Барка за планината Ерикс на Сицилия.
През 241 пр.н.е. той е втори път консул с колега Квинт Лутаций Катул Церкон; по време на тяхното консулство е сключен мир с Картаген след Първата пуническа война. Той се бие с успех против фалиските и получава триумф в Рим.